# Maenola lunata
Maenola lunata là một loài nhện trong họ Salticidae.
Loài này thuộc chi Maenola. Maenola lunata được Cândido Firmino de Mello-Leitão miêu tả năm 1940.